# Райгород (Славгородський округ)
Ра́йгород (рос. Райгород) — село (колишнє селище) у складі Славгородського округу Алтайського краю, Росія.

## Населення
Населення — 125 осіб (2010; 162 у 2002).
Національний склад (станом на 2002 рік):
- росіяни — 75 %